# Kroučová
Kroučová är en ort i Tjeckien.   Den ligger i regionen Mellersta Böhmen, i den nordvästra delen av landet, 50 km väster om huvudstaden Prag. Kroučová ligger 483 meter över havet och antalet invånare är 245.
Terrängen runt Kroučová är platt åt sydost, men åt nordväst är den kuperad. Kroučová ligger uppe på en höjd. Runt Kroučová är det ganska tätbefolkat, med 58 invånare per kvadratkilometer. Närmaste större samhälle är Louny, 16,7 km norr om Kroučová. Trakten runt Kroučová består till största delen av jordbruksmark.